# Lachhiman Gurung
Lachhiman Gurung (30 de dezembro de 1917 - 12 de dezembro de 2010) foi um militar nepalês gurkha que lutou no Exército da Índia durante a Segunda Guerra Mundial, tendo recebido pelos seus feitos a Cruz Vitória.
Ele era um morador de um vilarejo no Nepal, sem experiência militar formal, embora todos os gurkhas possuam treinamento marcial em suas respectivas tribos, onde alguns são considerados mais guerreiros do que outros, sendo então convocado para Segunda Guerra Mundial. No campo de batalha, Lachhiman, e mais dois soldados estavam entrincheirados para defender um acampamento militar, quando foram cercados por 200 japoneses que lançaram três granadas em sua trincheira. Ele foi rápido o suficiente para pegar duas delas e lançar de volta contra os japoneses, a terceira detonou em sua mão, arrancando seus dedos, quebrando sua mão e deixando a parte direita de seu corpo em carne viva, além de prejudicar a visão de seu olho direito, que viria a perder totalmente a funcionalidade tempos depois. Ele estava sozinho e sem apoio, visto que os dois companheiros estavam neutralizados devido a ferimentos, com a sua mão esquerda que ainda estava funcional, retirou sua Kukri e a fincou na terra em frente a sua trincheira, gritando em tom desafiador "Nenhum de vocês passara além da minha Kukri". Lachiman utilizou seu rifle lee enfield para repelir o ataque japonês por cerca de 4 horas seguidas, enquanto gritava "Venham e lutem com um Gurkha!". Tudo isso com apenas a sua mão esquerda para atirar e recarregar o rifle. Após a chegada dos reforços, ele foi salvo e contaram à sua frente cerca de 31 corpos de inimigos japoneses.
Após a guerra, Lachiman voltou para sua vila no Nepal, onde se tornou um fazendeiro.
Ele ganhou a mais alta condecoração possível, a Cruz Vitória.